# Callionymus scaber
 Callionymus scaber és una espècie de peix de la família dels cal·lionímids i de l'ordre dels cipriniformes que es troba a Nova Zelanda.